# Avocado
De avocado (Persea americana) is een boom uit Centraal-Amerika. Hij is bekend om zijn gelijknamige voor consumptie geschikte vrucht die ook wel advocaatpeer of, als hij eetrijp is, soms solange genoemd wordt. De naam avocado komt van het Nahuatl-woord ahuacatl, dat overigens ook 'teelbal' betekent. Volgens het Voedingscentrum is de avocado een vruchtgroente.
Mexico is een belangrijke exporteur van avocado's. Talrijke boomgaarden worden aangetroffen in de streek rond de stad Uruapan.

## Botanische beschrijving
De avocado, endemisch in Centraal-Amerika, is een tot 20 meter hoge koude-gevoelige boom. Het is een groenblijvende plant, hoewel sommige vlak voor of tijdens de bloei hun bladeren verliezen. De boom draagt spiraalsgewijs ingeplante bladeren, met een sterk variabele, ovale tot langwerpige vorm. De bladeren zijn kort gesteeld. De avocado is eenhuizig, de bloemen zijn tot 1,3 cm in doorsnede groot en komen in groten getale voor. De boom wortelt zeer oppervlakkig en de wortels hebben zeer weinig wortelhaar. Bijgevolg is de avocadoboom maar beperkt in staat om water op te nemen en is er grote behoefte aan een regelmatige watertoevoer. Stilstaand water werkt wortelrot in de hand, de plant gedijt daarom het best op een goed doorlatende bodem.
De avocado wordt bestoven door insecten en beschikt over een bijzonder mechanisme om inteelt te beperken. De boom heeft twee soorten bloemen: type A en type B. Individuele planten hebben ofwel A-bloemen ofwel B-bloemen. De stempels van A-bloemen kunnen enkel op een specifieke ochtend stuifmeel ontvangen. De meeldraden van dit type bloemen zijn pas rond de middag van diezelfde dag in staat om hun stuifmeel te verspreiden.
Bij B-bloemen is het zo dat de stempels op juist een namiddag in staat zijn om stuifmeel te ontvangen, hun meeldraden kunnen het stuifmeel pas tijdens de morgen van de volgende dag verspreiden. Op deze manier kunnen A-bloemen enkel bestoven worden door B-bloemen, zelfbestuiving wordt zo bemoeilijkt.

## De vrucht
De vrucht van de avocado is peervormig tot rond, 7 tot soms 20 cm lang en kan tot 2,3 kg wegen. De kleur varieert van groen tot donkerbruin en paarsachtig. De schil van de vrucht is min of meer oneffen of bobbelig. Het zachte, romige, vruchtvlees is groen of geel van kleur en smaakt nootachtig; rijp is het vruchtvlees vrijwel zacht als boter. De avocadovrucht is bijzonder voedzaam. In tegenstelling tot de meeste vruchten bevat de avocado zeer veel olie (5 tot 23 g per 100 g vruchtvlees). De olie in de vrucht bestaat voornamelijk uit onverzadigde vetten, en voor ongeveer 11,6% uit verzadigde vetten. De avocado bevat ook veel mineralen zoals ijzer en kalium en is tevens rijk aan proteïne.
Midden in de vrucht bevindt zich een grote houtige pit, die voor consumptie verwijderd wordt. Bij rijpe vruchten ligt de pit los en kan men, bij het schudden van de vrucht, de pit horen rollen.

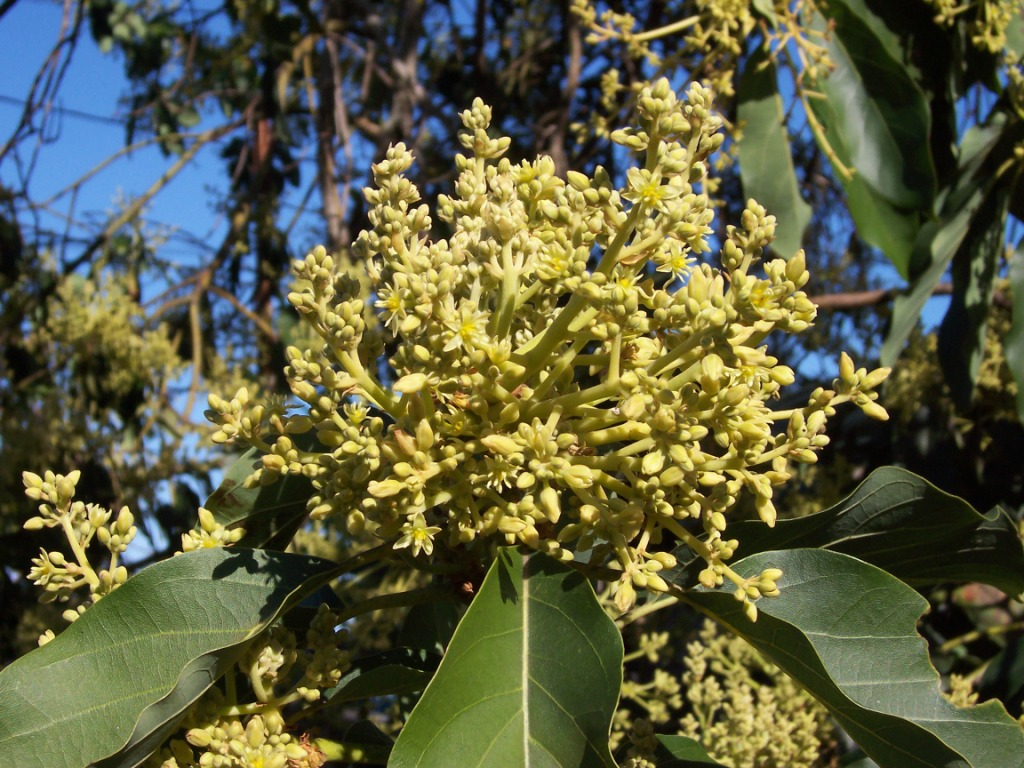
Bloeiwijze van de avocado
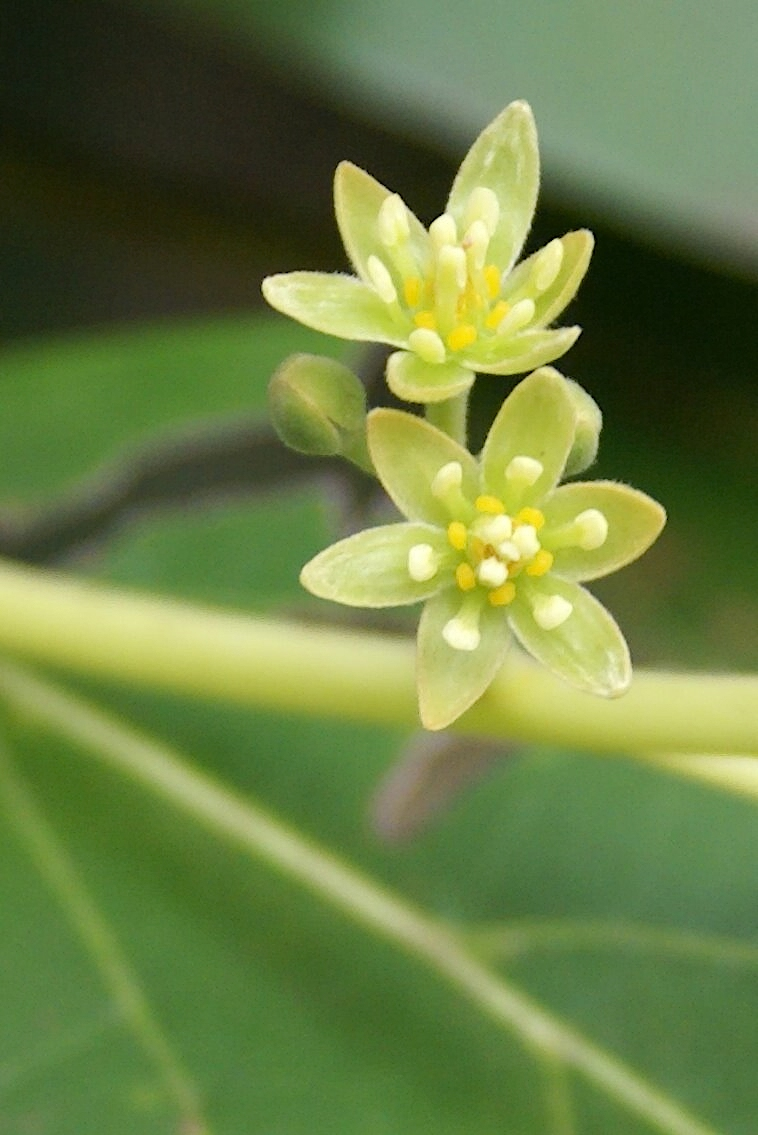
Bloemen van de avocado
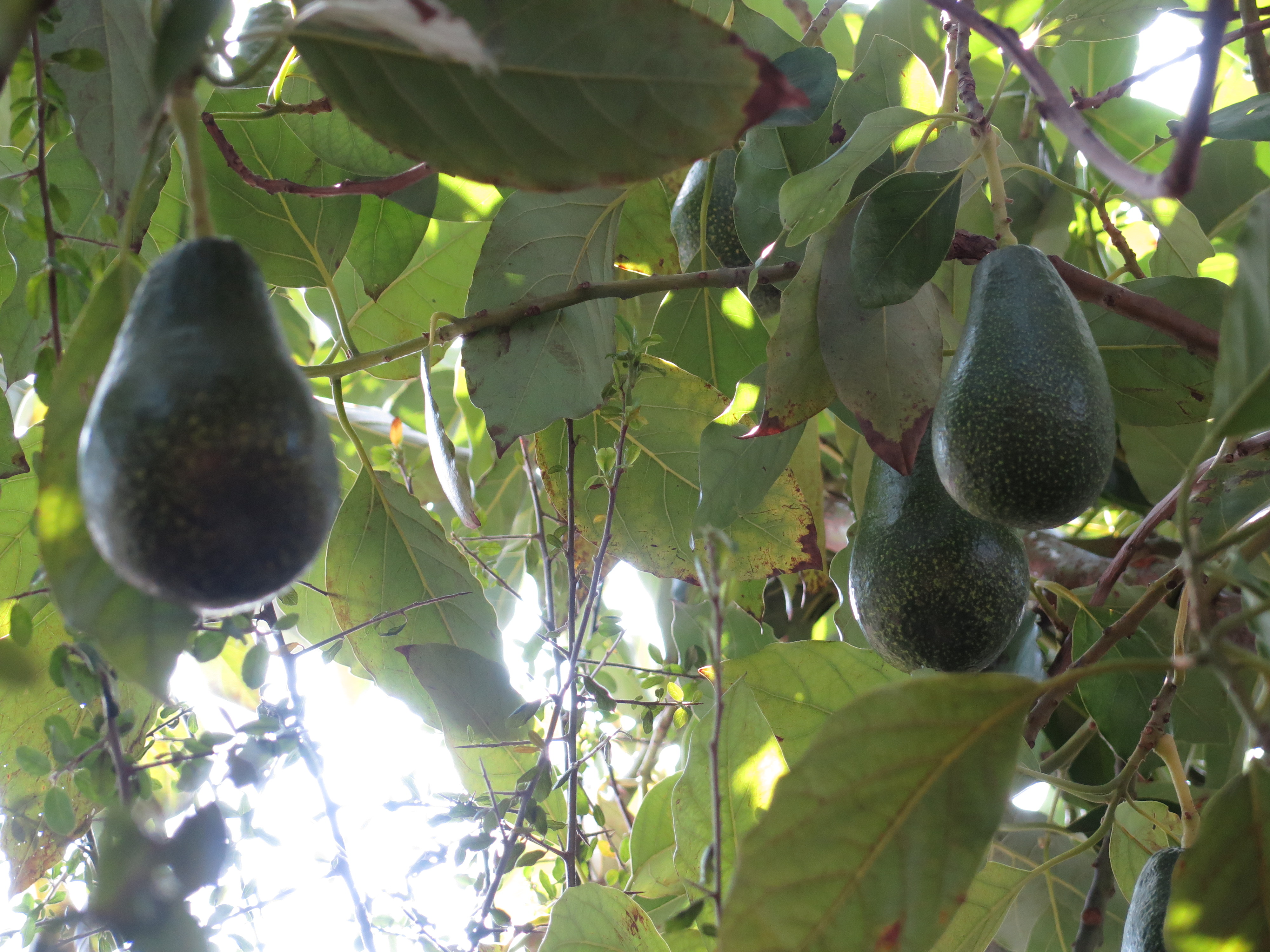
Vruchten aan de boom
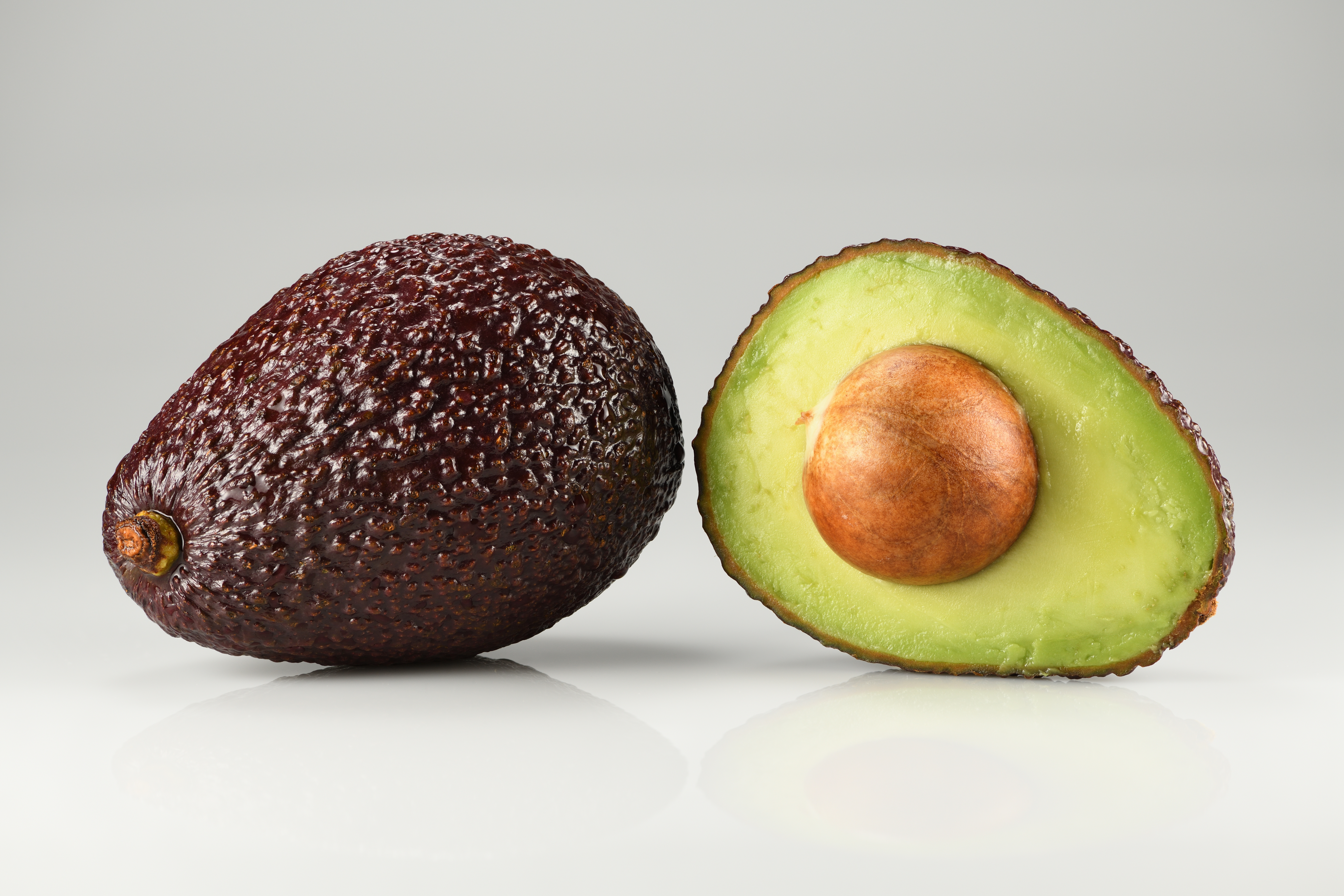
Vrucht overlangs doorgesneden

## Rassen
Er worden drie ecologische rassen van de avocadoboom onderscheiden:
- Het Mexicaanse ras: dit ras is het meest koudebestendig (tot -8 °C) en heeft de grootste overeenkomst met de wilde voorouder. Het wordt aangetroffen op tropische hoogvlakten in Mexico.

Deze wordt ook in o.a. in Engeland in de volle grond gekweekt.
- Het Guatemalteekse ras: dit ras is minder bestand tegen kou (tot -4 °C).
- Het West-Indische ras: een ras met een grotere behoefte aan warmte dan de andere en ook minder bestand tegen koude (tot -4 °C).

Verder verschillen de rassen onder andere ook in bloeiseizoen, grootte en groeiperiode van de vrucht.
Alle rassen kruisen vlot met elkaar; de meest geteelde vormen zijn namelijk hybriden tussen de verschillende rassen. Zo is bijvoorbeeld de 'Fuerte' een kruising tussen het Mexicaanse en het Guatemalteekse ras. Dit is tevens het meest verbouwde ras. Van de wilde vorm wordt in de teelt nog slechts de onderstam gebruikt om de veredelde rassen op te enten.
Hoewel er circa vierhonderd geteelde vormen bestaan, zijn er in Nederland en Vlaanderen over het algemeen vier verkrijgbaar:
- 'Fuerte', een peervormig ras met een gladde, heldergroene schil
- 'Ettinger', met een dikke hals en een gladde, heldergroene schil
- 'Hass', een klein peervormig ras met een ruwe, bobbelige schil, die tijdens het rijpen van groen naar bijna zwartbruin verkleurt
- 'Nabal', een dik bijna rond ras met een donkergroene/bruine schil

## Consumptie
Avocadovruchten worden voornamelijk rauw gegeten. Het verkleuren van het vruchtvlees bij blootstelling aan de lucht (enzymatische bruinkleuring) wordt tegengegaan met bijvoorbeeld citroensap.
De avocadovrucht speelt een belangrijke rol in bepaalde Centraal-Amerikaanse keukens, in Mexico wordt de vrucht bijvoorbeeld gebruikt als basis voor guacamole (avocadomoes) door het vruchtvlees fijn te maken.
Avocadomoes werd op de Antillen gemengd met alcohol tot een geel drankje. Door zeevaarders werd dit meegebracht naar Nederland, maar bij gebrek aan avocado's ging men het drankje hier maken met eieren en noemde het advocaat.

## Avocado en gezondheid
De avocado heeft een hoog gehalte aan gezonde vetten en andere voedingsstoffen.De vrucht staat in de Schijf van Vijf bij de groenten en wordt indien met mate geconsumeerd als gezond bestempeld. Ze bevat kalium, vitamine B, foliumzuur en omega 3-vetzuren. De hoeveelheid voedingsvezels is 4,3 gram per 100 gram vruchtvlees.)
Avocado wordt ook gebruikt in schoonheidsmaskers, het vele vet is goed voor een droge huid.

## Milieu- en maatschappelijke problemen
Er is wereldwijd een enorme groei in de vraag naar avocado's, met als gevolg toenemende kritiek op zijn ecologische voetafdruk: voor de teelt van avocado’s zijn grote hoeveelheden water nodig, veel meer dan voor bijvoorbeeld tomaten en sinaasappels, hetgeen zware belasting voor de waterbronnen betekent in waterarme streken waar de avocado geproduceerd wordt. Wanneer de natuurlijke watervoorziening niet meer voldoet, leggen telers in enkele landen drinkwater-voorraden aan om akkers te besproeien.
Transport van de avocado van grote plantages in Centraal- en Zuid-Amerika naar Europa zorgt voorts voor een aanzienlijke uitstoot van broeikasgassen.
In een poging om aan de toenemende vraag wereldwijd tegemoet te komen, is er ook is sprake van illegale ontbossing in verschillende landen en zorgt het gebruik van meststoffen en pesticiden voor aanzienlijke milieuschade.
Door de wereldwijde vraag is de avocado-industrie zo lucratief dat in Mexico, dat de helft van de wereldproductie verzorgt, de georganiseerde misdaad de controle over plantages in handen probeert te krijgen.
De aanleg van drinkwateropslagplaatsen voor de teelt van avocado heeft negatieve gevolgen voor lokale bevolkingen waar water schaars is.
De wereldwijde vraag naar avocado heeft de prijs ervan dermate doen stijgen dat de lokale bevolkingen er zelf nauwelijks van kan genieten: anno 2021 kost een kilo avocado in Mexico een half dagloon.